# فلات مغولستان

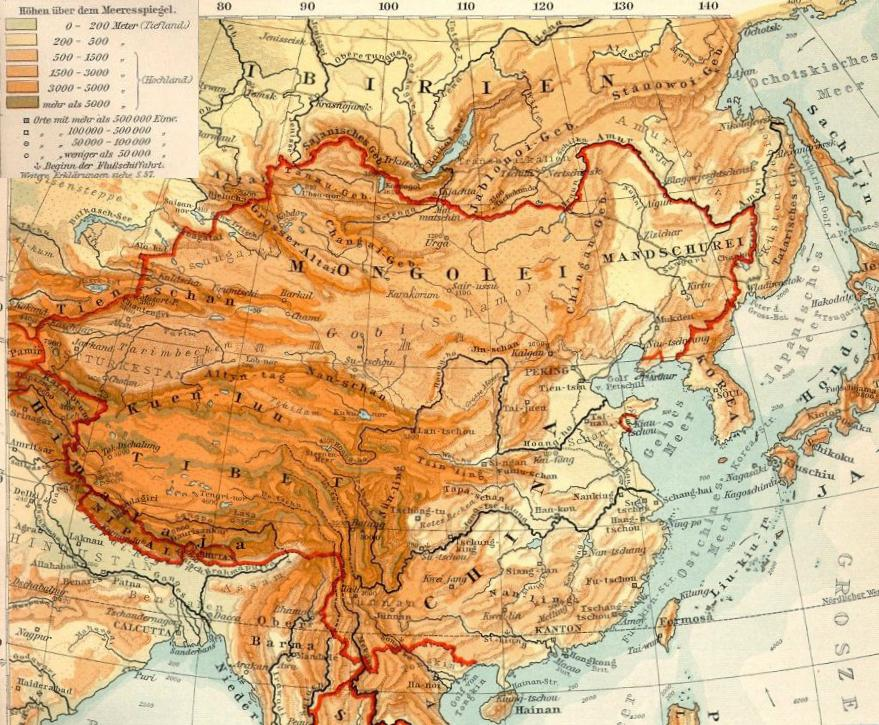

فلات مغولستان بخشی از فلات آسیای مرکزی است که در عرض جغرافیایی ′۴۶°۳۷ تا ′۰۸°۵۳ شمالی و طول جغرافیایی ′۴۰°۸۷ تا ′۱۵°۱۲۲ شرقی قرار دارد و مساحت آن حدود ۳٬۲۰۰٬۰۰۰ کیلومتر مربع است. این فلات توسط کوه‌های خینگان بزرگ در شرق، کوه‌های یین در جنوب، رشته‌کوه آلتای در غرب و کوه‌های سایان و کوه‌های خنتی در شمال محدود می‌شود. این فلات، بیابان گبی و چندین منطقه خشک استپی را در خود جای داده و ارتفاع آن بین ۱٬۰۰۰ تا ۱٬۵۰۰ متر است. پست‌ترین نقطه فلات مغولستان در هولونبویر و بلندترین نقطه آن در کوه‌های آلتای قرار دارد.
فلات مغولستان از نظر تقسیمات سیاسی میان کشورهای مغولستان، چین و روسیه تقسیم شده‌است. در چین بخش‌هایی از مناطق خودمختار مغولستان داخلی و سین‌کیانگ در این فلات قرار دارند. در روسیه این فلات بخش‌هایی از استان بوریاتیا و بخش جنوبی استان ایرکوتسک را در بر می‌گیرد.